# Nordanstigspartiet
Nordanstigspartiet (NOP) är ett lokalt politiskt parti i Nordanstigs kommun. Partiet fick ett mandat i valet 2018 och deltar i styret av kommunen under mandatperioden 2018-2022, genom en valteknisk samverkan med Socialdemokraterna och Centerpartiet. I valet 2022 fick partiet 3 mandat i kommunfullmäktige.

## Valresultat
| År   | Röster | %    | Mandat  |
| ---- | ------ | ---- | ------- |
| 2018 | 251    | 4,15 | 1 av 31 |
| 2022 | 519    | 8,73 | 3 av 31 |